# Homoneura hospes
Homoneura hospes is een vliegensoort uit de familie van de Lauxaniidae. De wetenschappelijke naam van de soort is voor het eerst geldig gepubliceerd in 1989 door Allen.